# San Rafael de Onoto
San Rafael de Onoto è un comune del Venezuela situato nello Stato di Portuguesa.
Il capoluogo del comune è la città di San Rafael de Onoto.